# Uegitglanis zammaranoi
Uegitglanis zammaranoi – stygobiontyczny gatunek małej słodkowodnej ryby sumokształtnej z rodziny długowąsowatych (Clariidae), z monotypowego rodzaju Uegitglanis, dla którego jest gatunkiem typowym.

## Zasięg występowania
Znany tylko z kilku stanowisk w pobliżu rzek Uegit i Uebi Scebeli w południowej Somalii. Spotykany wyłącznie w jaskiniach.

## Charakterystyka
Dorasta do ok. 50 cm długości całkowitej (TL). Biologia tego gatunku nie została poznana. Jego cechy morfologiczne są pod wieloma względami pośrednie w formie pomiędzy typowymi członkami długowąsowatych (Clariidae) i bagrowatych (Bagridae). Wydaje się być bardzo prymitywnym zwierzęciem, być może ostatnim przedstawicielem archaicznej fauny. Te cechy sugerują umieszczenie U. zammaranoi w odrębnej rodzinie Uegitglanididae, ale nie zostało to opublikowane w literaturze.